# Abuná (provins)

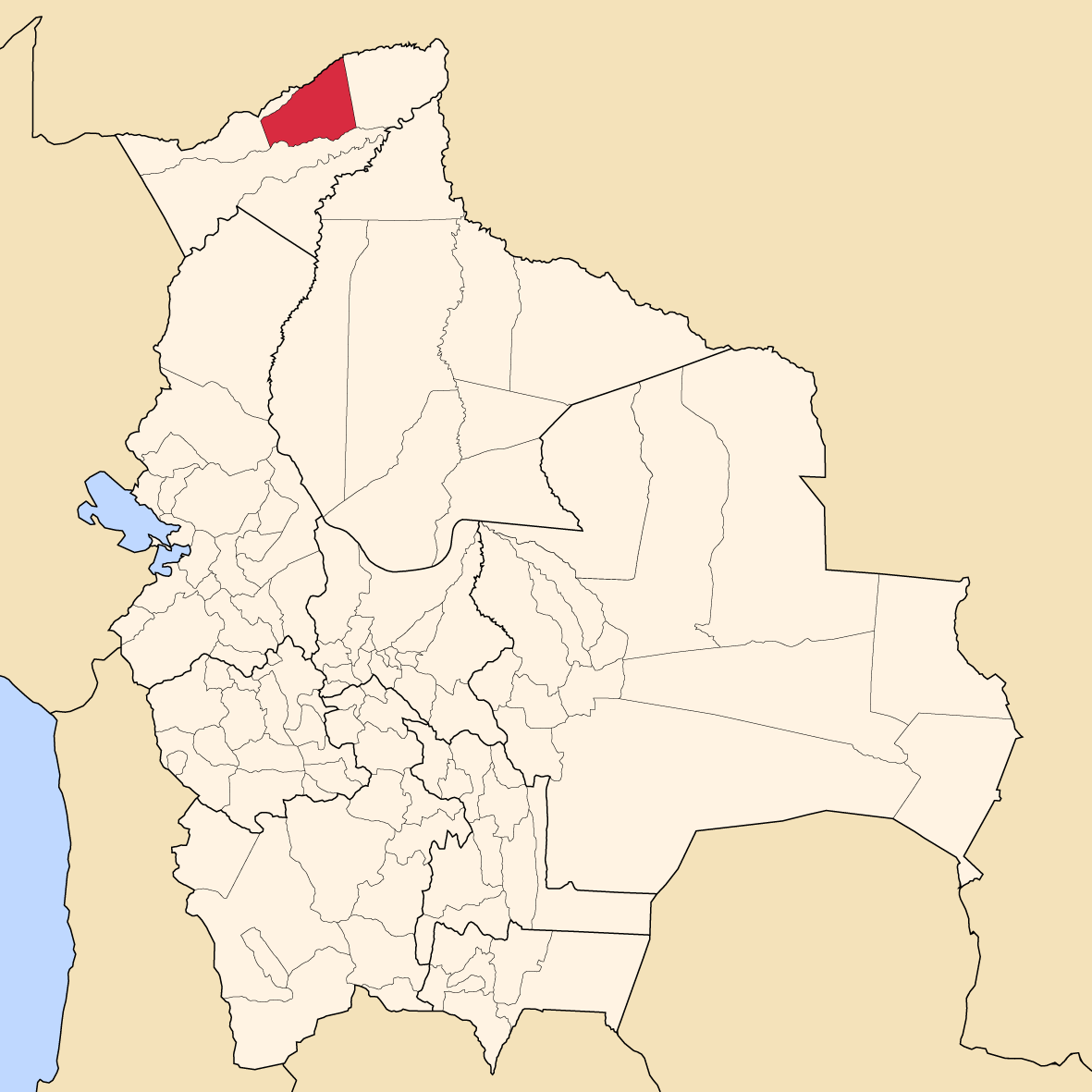
Provinsens läge i Bolivia

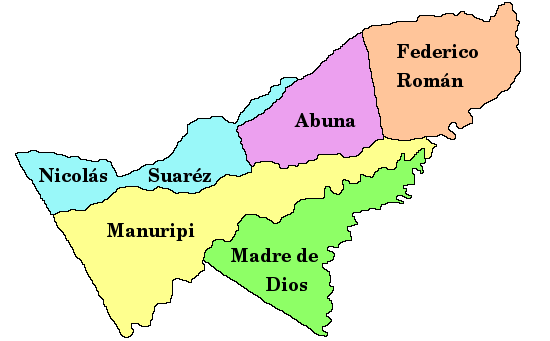
Provinser i Pando

Abuná är en provins i departementet Pando i Bolivia. Den administrativa huvudorten är Santa Rosa del Abuná.